# Carl Gustav Jacob Jacobi
Carl Gustav Jacob Jacobi, född 10 december 1804 i Potsdam, död 18 februari 1851 i Berlin, var en tysk matematiker, bror till Moritz Hermann von Jacobi.

## Biografi
Jacobi blev 1824 docent i matematik vid Berlins universitet samt 1827 extraordinarie och 1829 ordinarie professor i matematik vid universitetet i Königsberg. På grund av sjukdom erhöll han 1843 avsked och levde därefter, sysselsatt med vetenskapliga forskningar, dels i Italien, dels i Berlin, där han även höll föreläsningar. 
Jacobis undersökningar sträckte sig till nästan alla delar av den matematiska vetenskapen, men hans egentliga livsgärning var att jämte Niels Henrik Abel ha grundlagt en av den högre analysens viktigaste teorier, läran om de elliptiska funktionerna. Visserligen hade redan förut Legendre på grundval av Eulers, Lagranges och Landens undersökningar framställt en teori för de elliptiska integralerna, men på ett sätt som inte tycktes medge någon vidare utveckling av denna teori. 
Abel och Jacobi försökte ungefär samtidigt och oberoende av varandra att omvända det av Legendre behandlade problemet. De betraktade alltså inte integralen som en funktion av den övre gränsen, utan i stället denna gräns som funktion av integralen. Därmed var uppslaget givet till teorin för de elliptiska funktionerna. Bland de delar av teorin, som särskilt tillhör Jacobi, kan nämnas införandet av Jacobis thetafunktioner, med hjälp av vilka han lyckades på ett enkelt och alldeles nytt sätt härleda flera av de elliptiska funktionernas egenskaper. 
Inom den högre aritmetiken sysselsatte sig Jacobi bland annat med sönderdelning av tal i 2, 4, 6 eller 8 kvadrater och med teorin för determinanter, i synnerhet med djupgående undersökningar av Jacobimatrisen och dess determinant. Integralräkningen har honom att tacka för reduktion och beräkning av flera dubbel- och multipelintegraler. Inom variationskalkylen visade han, att vid diskussionen av andra variationen inga andra integrationer behöver utföras än de för bestämmande av första variationen nödvändiga. 
Även inom geometrin kom han med flera viktiga satser, till exempel rörande ytors krökningsförhållanden och geodetiska linjer samt egenskaper hos ytor av andra graden och dubbeltangenter till algebraiska kroklinjer. Inom den tillämpade matematiken upptäckte han bland annat den märkliga satsen, att även en olikaxlig ellipsoid, bestående av en homogent fluid, kan likformigt rotera kring en fast axel.
Jacobi invaldes 1836 som utländsk ledamot av Kungliga Vetenskapsakademien och blev 1844 ordinarie ledamot av Preussiska vetenskapsakademien.

## Eftermäle
Asteroiden 12040 Jacobi är uppkallad efter honom.